# Surinam i olympiska sommarspelen 1968
Surinam deltog med en deltagare vid de olympiska sommarspelen 1968 i Mexico City. Landets deltagare erövrade ingen medalj.